# Patricia Parris
Patricia Parris, également créditée comme Patty Parris ou Pat Parris, est une actrice américaine spécialisée dans le doublage.

## Biographie
Patricia Parris naît le 22 octobre 1950 à Columbus (Ohio). Elle est la fille du colonel Howard Lindsey Parris, ancien combattant de la United States Air Force, et de Bernice Claire Rogers. Elle a obtenu son diplôme du collège de femmes de l'Université de Brenau en 1972, où elle s'est spécialisée en art dramatique, en anglais et dans l'enseignement secondaire. Elle a dirigé et joué dans des pièces telles que My Fair Lady et The Children's Hour.

## Filmographie

### Télévision
- 1984 : Le Silence de la peur (téléfilm) : Bonnie
- 1985 : Côte Ouest (série télévisée), épisode Vulnerable : East

### Doublage
- 1976 : Mantalo (Jabberjaw) (série télévisée) : Shelly
- 1977 : Heyyy, It's the King! (série télévisée), 13 épisodes
- 1978 : Yogi's Space Race (en) (série télévisée) : Rita
- 1979 : Scooby-Doo et Scrappy-Doo (Scooby-Doo and Scrappy-Doo) (série télévisée) : voix additionnelles
- 1980 : The Flintstones' New Neighbors (téléfilm) : Oblivia Frankenstone
- 1981 : Wolfen de Michael Wadleigh : l'ESS
- 1981 : Les Schtroumpfs (The Smurfs) (série télévisée) : voix additionnelles
- 1982 : The Shirt Tales (série télévisée) : Pammy Panda
- 1983 : Les Minipouss (The Littles) (série télévisée) : Helen Little
- 1983 : Mickey's Christmas Carol : Belle (Daisy Duck)
- 1985 : Here Come the Littles (en) de Bernard Deyriès : Helen Little
- 1985 : Dumbo's Circus (série télévisée) : Lilly the Cat
- 1987 : Ducktales: Treasure of the Golden Suns (téléfilm) : Skiddles
- 1988 : Winnie l'ourson (The New Adventures of Winnie the Pooh) (série télévisée) : Kanga / la mère de Christopher Robin
- 1992 : Les Aventures de Fievel au Far West (Fievel's American Tails) (série télévisée) : tante Sophie
- 1993 : Shnookums and Meat Funny Cartoon Show (série télévisée) : Husband Henry
- 1993 : Allô maman, c'est Noël (Look Who's Talking Now) : chiens et loups
- 1999 : Winnie the Pooh Friendship: Pooh Wishes (vidéo) : Kanga
- 2001 : Mickey, la magie de Noël (Mickey's Magical Christmas: Snowed in at the House of Mouse) (vidéo) : Daisy Duck (segment Mickey's Christmas Carol)